# Leon Osman
Leon Osman (* 17. květen 1981) je bývalý anglický profesionální fotbalový záložník, který valnou část své kariéry strávil v klubu Everton FC.